# Virtus Entella
Virtus Entella Srl ist ein italienischer Fußballverein aus Chiavari, einer Stadt in der Region Ligurien. Der Verein wurde 1914 gegründet und trägt seine Heimspiele im Stadio Comunale aus. Aktuell spielt Virtus Entella in der Serie B, der zweiten italienischen Liga.

## Geschichte
Der heutige Verein Virtus Entella wurde im Jahre 1914 unter dem Namen FBC Entella gegründet. Der Name des Vereins gründet sich dabei auf den Fluss Entella, dessen Mündung sich nahe Chiavari, was wiederum die Heimatstadt des Vereins ist, befindet. Der Klub behielt seinen 1914 erworbenen Namen jedoch nicht lange bei, bereits 1919 folgte die Umbenennung in Pro-Chiavari, was sich immerhin bis 1935 hielt, ehe man sich folglich AC Entella nannte. Im Laufe der Jahre änderte sich der Name des Vereins relativ oft, seit 2010 trägt er erst den aktuellen Namen Virtus Entella Srl.
Um das Jahr 2010 herum ist auch der Grundstein für die erfolgreiche Entwicklung des Vereins in den vergangenen Jahren gelegt worden. Zuvor stellte Virtus Entella einen Klub dar, der jahrelang in den Niederungen der Eccellenza, der höchsten Amateurklasse des italienischen Fußballs, sowie den Spielklassen darunter zu finden war. Im Jahr 1988 war man zuvor letztmals in der Serie C2, wie damals die heutige Lega Pro Seconda Divisione als vierthöchste italienische Fußballliga genannt wurde, vertreten. Sogar drittklassig war der Verein durchaus eine lange Zeit, allerdings liegen diese Erfahrungen schon ein halbes Jahrhundert zurück. Von 1935 bis 1972 spielte Entella – zwar mit langjährigen Unterbrechungen inklusive zwischenzeitlichem Abrutschen in den Regionalfußball – in der damals noch eingleisigen Serie C. Nach dem Abstieg aus dem Serie-C-Bereich im Jahr 1988 folgten dann aber auch einhergehend mit sportlichem Misserfolg finanzielle Probleme, die schließlich zum Konkurs des Vereins im Jahre 2001 führten.
Ein Jahr später, 2002, wurde der Klub dann neu gegründet und erhielt den Namen SGS Entella, was sich allerdings auch schon bald wieder änderte. Seit 2010 läuft man nun unter dem Namen Virtus Entella Srl auf. Nach der Neugründung ging es wieder stetig aufwärts mit dem Fußball in Chiavari. Im Amateurbereich gestartet, gelang 2008 der Aufstieg in die Serie D und zwei Jahre später der Aufstieg in die Lega Pro Seconda Divisione. Im zweiten Jahr in dieser Liga wurde Virtus Entella 2011/12 Fünfter der Girona A, konnte sich in den Aufstiegs-Playoffs gegen den AS Casale durchsetzen, unterlag jedoch im Endspiel dem AC Cuneo. Doch bedingt durch diverse Lizenzentzüge wurde dem Verein dennoch der Aufstieg in die Lega Pro Prima Divisione, die dritthöchste italienische Fußballliga, ermöglicht. Dort belegte Virtus Entella als Aufsteiger einen überraschenden fünften Platz in der Girona A, wodurch man zur Teilnahme an den Playoff-Spielen um den Aufstieg in die Serie B berechtigt ist und dort im Halbfinale auf die US Lecce traf. Nachdem im Heimspiel ein 1:1-Remis erreicht wurde, unterlag Virtus Entella im Stadio Via del Mare zu Lecce jedoch mit 1:2 und schied aus. Die US Lecce hingegen erreichte das Endspiel und verlor dort gegen Carpi FC.
Die Folgesaison 2013/14 beendete der Verein als Tabellenerster und stieg damit in die zweitklassige Serie B auf. Dort spielte Virtus Entella von Beginn an gegen den Abstieg und musste nach dem Ende der Saison Relegationsspiele gegen den Abstieg bestreiten, in denen man auf den FC Modena traf. Im Saisonverlauf war Erfolgstrainer Luca Prina bereits freigestellt und durch Alfredo Aglietti ersetzt worden. Gegen den FC Modena spielte man nach Hin- und Rückspiel 3:3, aufgrund der besseren Platzierung in der vorherigen Tabelle hielt Modena die Klasse und Virtus Entella hätte nach nur einem Jahr in der Serie B den Weg zurück in die Lega Pro antreten müssen. Da jedoch sowohl der FC Parma als auch Catania Calcio keine Zulassung für die Serie B 2015/16 erhielten, verblieb Virtus Entella in der zweithöchsten Spielklasse.

## Erfolge
- Aufstieg in die Serie B: 3× (2013/14, 2018/19, 2024/25)
- Eccellenza Ligurien: 5× (1932/33, 1955/56, 1996/97, 1998/99, 2007/08)
- Supercoppa di Serie C: 1× (2025)
- Coppa Italia Dilettanti: 1× (2000/01)
- Campionato Juniores Nazionali: 1× (2009/10)
- Campionato nazionale Dante Berretti: 1× (2010/11)

## Ehemalige Spieler
- Luciano Spalletti (1978–1986)
- Giuseppe Sannino (1987–1988)
- Francesco Caputo (2015–2017)
- Nicolò Zaniolo (2016–2017)

## Ehemalige Trainer
- Imre Payer (1934–1935, 1936–1937)
- Mario Genta (1959–1960)
- Giuseppe Baldini (1969–1970, 1972–1973)
- Gian Piero Ventura (1982–1986)
- Sergio Castelletti (1991–1992)